# 貝尼薩夫
35°18′N 1°23′W / 35.300°N 1.383°W

貝尼薩夫（阿拉伯语：‎），是阿爾及利亞的城鎮，位於該國西北部，由艾因泰穆尚特省負責管轄，是貝尼薩夫區的首府，面積61平方公里，2008年人口42,284，人口密度每平方公里690人。